# 王世和旧居
29°40′57.26″N 121°16′20.40″E / 29.6825722°N 121.2723333°E
王世和旧居位于中国浙江省宁波市奉化区溪口镇武岭路224号，建于王世和发迹后，建筑坐北朝南，由三合院及前后花园组成，主体建筑由一正两厢组成，大门位于前花园东侧，正房两侧各设有一厢房，楼房前设有天井，由石板铺设，正房后为后花园，原建有伙房及马房等平房，现改建为溪口广电站办公楼，旧居现为溪口镇老干部活动中心，2010年7月公布为奉化市文物保护单位，2023年9月1日公布为宁波市文物保护单位。